# Veias bronquiais
As veias bronquiais são veias do tórax.